# Grote orde
Met een grote orde wordt in de faleristiek, de (hulp)wetenschap die de ridderorden bestudeert, een vooraanstaande  orde aangeduid met een enkele graad. Er zijn ook minder belangrijke orden met een enkele graad bekend maar een "grote orde" is een orde met kostbare versierselen en een ledenlijst waarop vooral staatshoofden en de groten der aarde voorkomen.
Het Koninkrijk Holland heeft een grote Orde gesticht. In 1806 stelde Lodewijk Napoleon in een wet de Orde van de Unie in. De orde werd al snel hervormd en heeft nooit als "grote orde" gefunctioneerd. Nederland en België kennen geen van beide een grote orde.
In het verleden hebben de grote orden vaak als hoforde gefunctioneerd. Het ging niet om verdienste maar om afkomst en de gunst van de vorst. Vaak waren aan de orde prachtige ordekleding en plechtigheden verbonden. In het Verenigd Koninkrijk is dat ook nu nog zo. De grote orden beschikken meestal over een keten die op de ordekleding of bij plechtige gelegenheden wordt gedragen.
Voorbeelden van grote orden
- De Orde van de Kousenband
- De Orde van de Distel
- De Orde van de Olifant
- De Orde van de Serafijnen
- De Orde van de Chrystanthemum
- De Orde van het Gulden Vlies

De grote orden speelden een belangrijke rol aan de hoven van het absolutistische tijdperk. De Franse revolutie maakte een eind aan het tijdperk van de absolute vorsten en het protocol waarin door het dragen van een grote orde de gunst van de vorst tot uitdrukking kon worden gebracht. In de 19e eeuw gingen de democratisering van maatschappij en ordewezen hand in hand. Er kwamen diverse graden en de orden waren niet langer het privilege van de adel.
Grote orden uit het verleden
- De Orde van de Zwarte Adelaar
- De Orde van de Witte Adelaar
- De Orde van Sint-Andreas
- De Orde van de Heilige Geest
- De Orde van Sint-Patrick
- De Orde van de Ster van India
- De Orde van Berthold de Eerste van Baden
- De Huisorde van de Trouw in Baden
- De Orde van Sint-Hubertus in Beieren
- De Orde van Sint-George van het Koninkrijk Hannover
- De Huisorde van de Gouden Leeuw van Hessen-Kassel en Hessen
- De Orde van de Verkondiging van Savoye en Italië
- De Orde van Sint-Januarius in Napels en Spanje
- De Orde van de Kroon van Wijnruit in Saksen
- De Heilige Orde in Thailand
- De Orde van de Kroon van Westfalen

Sommige van deze orden leven voort als huisorde van een voorheen regerende familie.
Een alternatief voor het instellen van een grote orde was het instellen van een Bijzondere Klasse als hoogste en voor staatshoofden gereserveerde graad in een ridderorde.